# Лешакова
Лешако́ва (рос. Лешакова) — присілок у складі Юргамиського району Курганської області, Росія. Входить до складу Кислянської сільської ради.
Населення — 3 особи (2010, 10 у 2002).